# Cophyla alticola
Cophyla alticola  es una especie de anfibio anuro de la familia Microhylidae. Es endémica del norte de Madagascar, de donde solo se sabe que existe en el monte Tsaratanana, entre los 2000 y los 26000 m s. n. m. Se encuentra amenazada de extinción por la pérdida y degradación de su hábitat natural.